# اچ‌ام‌اس لئوپارد (۱۷۰۳)
اچ‌ام‌اس لئوپارد (۱۷۰۳) (به انگلیسی: HMS Leopard (1703)) یک کشتی بود که طول آن ۱۳۱ فوت ۱ اینچ (۴۰٫۰ متر) بود.